# 後藤舜
後藤 舜（ごとう しゅん、1994年11月21日 - ）は、東北放送のアナウンサー。

## 経歴
- 三重県四日市市出身。[1]
- 学生時代にテレビ朝日アスクに通っていた[3]。
- 2017年4月にアナウンサーとして、東北放送へ入社。入社後は、報道・情報系の番組を主に担当している。[1]

## 人物
- 趣味・特技[1]
  - 筋トレ
  - ブレイクダンス
  - チョコレート
  - ものまね＆ギャグ考案
- 資格[1]
  - チョコレートエキスパート
- 2023年度、宮城県ボディ・フィットネス選手権大会「ビギナーズメンズフィジークOPEN」部門にて10位入賞。[4]

## 出演

### 出演番組
- Nスタみやぎ（2020年3月 - ）
- THE TIME,（2021年10月 - ）
- GoGoはみみこい ラジオな気分（ラジオカー担当　不定期出演)
- 月曜日のアナウンス部　(2024年6月10日)